# Naintré
Naintré é uma comuna francesa na região administrativa da Nova Aquitânia, no departamento de Vienne. Estende-se por uma área de 24,86 km². Em 2010 a comuna tinha 6 026 habitantes (densidade: 242,4 hab./km²).